# 论据与事实
论据与事实（俄语：  Аргументы и факты, 缩写为АиФ）创办于1978年，是一份总部位于莫斯科的周报，苏联时代因刊登在传统官方媒体难寻的消息而广受欢迎，1990年全联盟发行量达3343万，并以此打破吉尼斯世界纪录。自2014年以来，它一直归莫斯科市政府所有。

## 历史和简介
它于1978年由苏联知识协会创办，在全联盟出版，起初为月刊，后改为周报；该刊的特点是刊登在传统官方媒体难寻的外媒报道、各项统计数据与趣味知识等。1980年代后期，该报成为戈尔巴乔夫开放政策时代的主要出版物之一；1990年5月，《论据与事实》以33,431,100次的单期发行量成为吉尼斯世界纪录发行量最大的周报，在全苏联境内约有一亿读者。苏联解体后，《论据与事实》只在俄罗斯联邦境内发行，2008年发行量约300万册，覆盖约八百万读者。在此期间，它归俄罗斯工业通讯银行所有。2014年，该报被莫斯科市政府持有的莫斯科信息技术公司买下。